# Ophiocordyceps
Genre
Ophiocordyceps est un genre de champignons entomopathogènes (qui infecte des insectes, ou les araignées,,) ascomycètes de la famille des Cordycipitaceae. Il peut aussi parasiter d'autres champignons.

## Description
Le mycologue britannique Thomas Petch avait créé le genre Ophiocordyceps en 1931 pour les espèces dont les ascospores, fusiformes et septées, ne se fragmentent pas à maturité (pas de spores secondaires).  
Une seule espèce était connue en Europe de l'Ouest : O. clavulata (Schw.) Petch (= ? Cordyceps odyneri Quél.) formant des stromas grégaires sur un subiculum commun, parasitant des cochenilles; ses fructifications blanchâtres ne dépassent guère 2 mm de hauteur. 
19 espèces étaient admises par Kobayasi (1982)  avec Ophiocordyceps sensu stricto, mais au rang de sous-genre.  
Par la suite, l'analyse biomoléculaire a validé le genre Ophiocordyceps Petch 1931 emend Sung et al. 2007, au détriment du genre Cordyceps.  C'est donc devenu le plus grand groupe de champignons parasites des Arthropodes, venant surtout sur hôtes enterrés ou sur des débris ligneux en décomposition. Stroma et subiculum sombre ou rarement coloré, fibreux, tenace à flexible, rarement charnu. Périthèces groupés en coussinets au sommet ou latéralement, superficiels ou complètement immergés, généralement disposés perpendiculairement ou obliquement. Asques hyalins, cylindriques, plutôt épaissis au sommet, rarement fusoïdes à ellipsoïdes. Ascospores cylindriques, multiseptés, désarticulés ou non en parties sporales. Les Elaphocordyceps sur Elaphomyces et les Metacordyceps sont endémiques à l’Est de l’Asie. 

## Étymologie
Du grec Ophio = anguipède ou « en queue de serpent » et de Cordyceps = « à tête de têtard », [cordylos = têtard].

## Historique du taxonCordyceps
Les premiers microscopes ne permettant pas de distinguer la vraie nature des Ascomes, Carl Linnæus, suivant Vaillant, place les Cordyceps dans les Clavaria et Persoon dans les Spheria. Ce dernier genre couvre à l'époque plusieurs genres des actuels Hypochreales et Spheriales.
Vingt-deux ans plus tard, Fries démantèle ce genre Spheria en plusieurs sections, dont l'une nommée Cordyceps, pour accueillir les ascomycètes à fructifications charnues, dressées comme le sont les Cordyceps actuels, ainsi que Sphaeria alutacea, à présent assigné à une espèce de Podocrea.
Il faudra attendre les travaux de Tulasne, pour que le genre Cordyceps reçoive une définition à peu près semblable à la conception actuelle, bien que le nom de Torrubia qu'il propose pour ce dernier soit invalide. Trois genres sont considérés les plus proches des Cordyceps, tous porteurs d'ascospores filamenteux :
1. Torrubiella forme un endosclérote dans le corps des insectes, et le subiculum à l'extérieur
2. Claviceps forme un exosclérote portant le stroma sur les inflorescences des graminées et carex.
3. Balansia forme un pseudosclérote (formé de cellules de l'hôte et d'hyphes fongiques) sur les tiges et inflorescences de graminées.

## Espèces
Certaines espèces jadis classées dans le genre Cordyceps ont été transférées dans d'autres genres :
- Cordyceps ophioglossoides est devenu Elaphocordyceps ophioglossoides
- Cordyceps sinensis est devenu Ophiocordyceps sinensis, espèce utilisée dans les pharmacopées chinoise et tibétaine traditionnelles

## Ensemble des espèces
- Ophiocordyceps acicularis (Ravenel) Petch (1933) ;
- Ophiocordyceps acridiorum (H.C. Evans & P.A. Shah) B. Shrestha, G.H. Sung & Spatafora (2015) ;
  - Ophiocordyceps acridiorum var. madagascariensis (H.C. Evans & P.A. Shah) B. Shrestha, G.H. Sung & Spatafora (2015), (= Ophiocordyceps acridiorum) ;
- Ophiocordyceps ainictos (Möller) G.H. Sung, J.M. Sung, Hywel-Jones & Spatafora (2007) ;
- Ophiocordyceps albacongiuae Araújo, H.C. Evans & D.P. Hughes (2018) ;
- Ophiocordyceps amazonica (Henn.) G.H. Sung, J.M. Sung, Hywel-Jones & Spatafora (2007) ;
  - Ophiocordyceps amazonica var. neoamazonica (Kobayasi & Hara) G.H. Sung, J.M. Sung, Hywel-Jones & Spatafora (2007), (= Ophiocordyceps amazonica) ;
- Ophiocordyceps annulata (Kobayasi & Shimizu) Spatafora, Kepler & C.A. Quandt (2015) ;
- Ophiocordyceps aphidis (Petch) B. Shrestha, G.H. Sung & Spatafora (2015) ;
- Ophiocordyceps aphodii (Mathieson) G.H. Sung, J.M. Sung, Hywel-Jones & Spatafora (2007) ;
- Ophiocordyceps appendiculata (Kobayasi & Shimizu) G.H. Sung, J.M. Sung, Hywel-Jones & Spatafora (2007) ;
- Ophiocordyceps arachneicola (Kobayasi) G.H. Sung, J.M. Sung, Hywel-Jones & Spatafora (2007) ;
- Ophiocordyceps aranearum (Petch) B. Shrestha, G.H. Sung & Spatafora (2015) ;
- Ophiocordyceps araracuarensis Sanjuan & Spatafora (2015) ;
- Ophiocordyceps arborescens S. Ban, Sakane & Nakagiri (2015) ;
- Ophiocordyceps arbuscula (Teng) G.H. Sung, J.M. Sung, Hywel-Jones & Spatafora (2007) ;
- Ophiocordyceps armeniaca (Berk. & M.A. Curtis) G.H. Sung, J.M. Sung, Hywel-Jones & Spatafora (2007) ;
- Ophiocordyceps asiatica Tasan., Noisrip. & Luangsa-ard (2019) ;
- Ophiocordyceps asyuensis (Kobayasi & Shimizu) G.H. Sung, J.M. Sung, Hywel-Jones & Spatafora (2007) ;
- Ophiocordyceps aurantia (Kobayasi & Shimizu) G.H. Sung, J.M. Sung, Hywel-Jones & Spatafora (2007) ;
- Ophiocordyceps australiensis (Mains) B. Shrestha, G.H. Sung & Spatafora (2015) ;
- Ophiocordyceps australis (Speg.) G.H. Sung, J.M. Sung, Hywel-Jones & Spatafora (2007) ;
- Ophiocordyceps barnesii (Thwaites) G.H. Sung, J.M. Sung, Hywel-Jones & Spatafora (2007) ;
- Ophiocordyceps bicephala (Berk.) G.H. Sung, J.M. Sung, Hywel-Jones & Spatafora (2007) ;
- Ophiocordyceps bispora (Stifler) G.H. Sung, J.M. Sung, Hywel-Jones & Spatafora (2007) ;
- Ophiocordyceps blakebarnesii Araújo, H.C. Evans & D.P. Hughes (2018) ;
- Ophiocordyceps blattae (Petch) Petch (1931) ;
- Ophiocordyceps blattarioides Sanjuan & Spatafora (2015) ;
- Ophiocordyceps brunneinigra Tasan., Thanakitp., Khons. & Luangsa-ard (2018) ;
- Ophiocordyceps brunneiperitheciata Tasan., Thanakitp., Khons. & Luangsa-ard (2018) ;
- Ophiocordyceps brunneipunctata (Hywel-Jones) G.H. Sung, J.M. Sung, Hywel-Jones & Spatafora (2007) ;
- Ophiocordyceps brunneirubra Tasan., Noisrip., Luangsa-ard & Hywel-Jones (2019) ;
- Ophiocordyceps buquetii (Mont. & C.P. Robin) Spatafora, Kepler & C.A. Quandt (2015) ;
- Ophiocordyceps caloceroides (Berk. & M.A. Curtis) Petch (1933) ;
- Ophiocordyceps camponoti (Mains) B. Shrestha, G.H. Sung & Spatafora (2015) ;
- Ophiocordyceps camponoti-atricipis J.P.M. Araújo, H.C. Evans & D.P. Hughes (2015) ;
- Ophiocordyceps camponoti-balzani H.C. Evans & D.P. Hughes (2011) ;
- Ophiocordyceps camponoti-bispinosi J.P.M. Araújo, H.C. Evans & D.P. Hughes (2015) ;
- Ophiocordyceps camponoti-chartificis Araújo, H.C. Evans & D.P. Hughes (2018) ;
- Ophiocordyceps camponoti-femorati Araújo, H.C. Evans & D.P. Hughes (2018) ;
- Ophiocordyceps camponoti-floridani Araújo, H.C. Evans & D.P. Hughes (2018) ;
- Ophiocordyceps camponoti-hippocrepidis Araújo, H.C. Evans & D.P. Hughes (2018) ;
- Ophiocordyceps camponoti-indiani J.P.M. Araújo, H.C. Evans & D.P. Hughes (2015) ;
- Ophiocordyceps camponoti-melanotici H.C. Evans & D.P. Hughes (2011) ;
- Ophiocordyceps camponoti-nidulantis Araújo, H.C. Evans & D.P. Hughes (2018) ;
- Ophiocordyceps camponoti-novogranadensis H.C. Evans & D.P. Hughes (2011) ;
- Ophiocordyceps camponoti-renggeri Araújo, H.C. Evans & D.P. Hughes (2018) ;
- Ophiocordyceps camponoti-rufipedis H.C. Evans & D.P. Hughes (2011) ;
- Ophiocordyceps camponoti-sexguttati Araújo, H.C. Evans & D.P. Hughes (2018) ;
- Ophiocordyceps cantharelloides (Samson & H.C. Evans) G.H. Sung, J.M. Sung, Hywel-Jones & Spatafora (2007) ;
- Ophiocordyceps carabidicola (Kobayasi & Shimizu) G.H. Sung, J.M. Sung, Hywel-Jones & Spatafora (2007) ;
- Ophiocordyceps cicadellidicola (Kobayasi & Shimizu) Spatafora, Kepler & C.A. Quandt (2015) ;
- Ophiocordyceps cicadicola (Teng) G.H. Sung, J.M. Sung, Hywel-Jones & Spatafora (2007) ;
- Ophiocordyceps citrina (Kobayasi & Shimizu) Spatafora, Kepler & C.A. Quandt (2015) ;
- Ophiocordyceps clavata (Kobayasi & Shimizu) G.H. Sung, J.M. Sung, Hywel-Jones & Spatafora (2007) ;
- Ophiocordyceps clavulata (Schwein.) Petch (1933) ;
- Ophiocordyceps cleoni (Wize) B. Shrestha, G.H. Sung & Spatafora (2015) ;
- Ophiocordyceps coccidiicola (Kobayasi) G.H. Sung, J.M. Sung, Hywel-Jones & Spatafora (2007) ;
- Ophiocordyceps coccigena (Tul. & C. Tul.) G.H. Sung, J.M. Sung, Hywel-Jones & Spatafora (2007) ;
- Ophiocordyceps cochlidiicola (Kobayasi & Shimizu) G.H. Sung, J.M. Sung, Hywel-Jones & Spatafora (2007) ;
- Ophiocordyceps coenomyiae S. Ban, Sakane & Nakagiri (2015) ;
- Ophiocordyceps communis Hywel-Jones & Samson (2007) ;
- Ophiocordyceps corallomyces (Möller) G.H. Sung, J.M. Sung, Hywel-Jones & Spatafora (2007) ;
- Ophiocordyceps cossidarum Y.P. Xiao, T.C. Wen, Zha & K.D. Hyde (2017) ;
- Ophiocordyceps crassispora (M. Zang, D.R. Yang & C.D. Li) G.H. Sung, J.M. Sung, Hywel-Jones & Spatafora (2007) ;
- Ophiocordyceps crinalis (Ellis ex Lloyd) G.H. Sung, J.M. Sung, Hywel-Jones & Spatafora (2007) ;
- Ophiocordyceps cuboidea (Kobayasi & Shimizu) S. Ban, Sakane & Nakagiri (2009), (= Perennicordyceps cuboidea) ;
- Ophiocordyceps cucumispora (H.C. Evans & Samson) G.H. Sung, J.M. Sung, Hywel-Jones & Spatafora (2007) ;
  - Ophiocordyceps cucumispora var. dolichoderi (H.C. Evans & Samson) G.H. Sung, J.M. Sung, Hywel-Jones & Spatafora (2007), (= Ophiocordyceps cucumispora) ;
- Ophiocordyceps curculionum (Tul. & C. Tul.) G.H. Sung, J.M. Sung, Hywel-Jones & Spatafora (2007) ;
- Ophiocordyceps cylindrospora Y.P. Xiao, T.C. Wen & K.D. Hyde (2018) ;
- Ophiocordyceps cylindrostromata (Z.Q. Liang, A.Y. Liu & M.H. Liu) G.H. Sung, J.M. Sung, Hywel-Jones & Spatafora (2007) ;
- Ophiocordyceps daceti Araújo, H.C. Evans & D.P. Hughes (2018) ;
- Ophiocordyceps dayiensis (Z.Q. Liang) G.H. Sung, J.M. Sung, Hywel-Jones & Spatafora (2007) ;
- Ophiocordyceps dermapterigena (Z.Q. Liang, A.Y. Liu & M.H. Liu) G.H. Sung, J.M. Sung, Hywel-Jones & Spatafora (2007) ;
- Ophiocordyceps dipterigena (Berk. & Broome) G.H. Sung, J.M. Sung, Hywel-Jones & Spatafora (2007) ;
- Ophiocordyceps discoideicapitata (Kobayasi & Shimizu) G.H. Sung, J.M. Sung, Hywel-Jones & Spatafora (2007) ;
- Ophiocordyceps ditmarii (Quél.) G.H. Sung, J.M. Sung, Hywel-Jones & Spatafora (2007) ;
- Ophiocordyceps dolichoderi (H.C. Evans & Samson) Araújo, H.C. Evans & D.P. Hughes (2018) ;
- Ophiocordyceps dovei (Rodway) G.H. Sung, J.M. Sung, Hywel-Jones & Spatafora (2007) ;
- Ophiocordyceps elateridicola (Kobayasi & Shimizu) G.H. Sung, J.M. Sung, Hywel-Jones & Spatafora (2007) ;
- Ophiocordyceps elongata (Petch) G.H. Sung, J.M. Sung, Hywel-Jones & Spatafora (2007) ;
- Ophiocordyceps elongatiperitheciata (Kobayasi & Shimizu) G.H. Sung, J.M. Sung, Hywel-Jones & Spatafora (2007) ;
- Ophiocordyceps elongatistromata (Kobayasi & Shimizu) G.H. Sung, J.M. Sung, Hywel-Jones & Spatafora (2007) ;
- Ophiocordyceps emeiensis (A.Y. Liu & Z.Q. Liang) G.H. Sung, J.M. Sung, Hywel-Jones & Spatafora (2007) ;
- Ophiocordyceps engleriana (Henn.) G.H. Sung, J.M. Sung, Hywel-Jones & Spatafora (2007) ;
- Ophiocordyceps entomorrhiza (Dicks.) G.H. Sung, J.M. Sung, Hywel-Jones & Spatafora (2007) ;
- Ophiocordyceps evansii Sanjuan (2015) ;
- Ophiocordyceps evdogeorgiae (Koval) G.H. Sung, J.M. Sung, Hywel-Jones & Spatafora (2007) ;
- Ophiocordyceps falcata (Berk.) G.H. Sung, J.M. Sung, Hywel-Jones & Spatafora (2007) ;
- Ophiocordyceps falcatoides (Kobayasi & Shimizu) G.H. Sung, J.M. Sung, Hywel-Jones & Spatafora (2007) ;
- Ophiocordyceps fasciculatistromata (Kobayasi & Shimizu) G.H. Sung, J.M. Sung, Hywel-Jones & Spatafora (2007) ;
- Ophiocordyceps ferruginosa (Kobayasi & Shimizu) G.H. Sung, J.M. Sung, Hywel-Jones & Spatafora (2007) ;
- Ophiocordyceps filiformis G.H. Sung, J.M. Sung, Hywel-Jones & Spatafora (2007) ;
- Ophiocordyceps formicarum (Kobayasi) G.H. Sung, J.M. Sung, Hywel-Jones & Spatafora (2007) ;
- Ophiocordyceps forquignonii (Quél.) G.H. Sung, J.M. Sung, Hywel-Jones & Spatafora (2007) ;
- Ophiocordyceps fulgoromorphila Sanjuan (2015) ;
- Ophiocordyceps furcata (Aung, J.C. Kang, Z.Q. Liang, Soytong & K.D. Hyde) B. Shrestha, G.H. Sung & Spatafora (2015) ;
- Ophiocordyceps furcicaudata (Z.Q. Liang, A.Y. Liu & M.H. Liu) G.H. Sung, J.M. Sung, Hywel-Jones & Spatafora (2007) ;
- Ophiocordyceps gansuensis (K.Y. Zhang, C.J.K. Wang & M.S. Yan) G.H. Sung, J.M. Sung, Hywel-Jones & Spatafora (2007) ;
- Ophiocordyceps geniculata (Kobayasi & Shimizu) G.H. Sung, J.M. Sung, Hywel-Jones & Spatafora (2007) ;
- Ophiocordyceps gentilis (Ces.) G.H. Sung, J.M. Sung, Hywel-Jones & Spatafora (2007) ;
- Ophiocordyceps geometridicola Tasan., Thanakitp., Khons. & Luangsa-ard (2018) ;
- Ophiocordyceps ghanensis (Samson & H.C. Evans) B. Shrestha, G.H. Sung & Spatafora (2015) ;
- Ophiocordyceps glaziovii (Henn.) G.H. Sung, J.M. Sung, Hywel-Jones & Spatafora (2007) ;
- Ophiocordyceps goniophora (Speg.) G.H. Sung, J.M. Sung, Hywel-Jones & Spatafora (2007) ;
- Ophiocordyceps gracilioides (Kobayasi) G.H. Sung, J.M. Sung, Hywel-Jones & Spatafora (2007) ;
- Ophiocordyceps gracilis (Grev.) G.H. Sung, J.M. Sung, Hywel-Jones & Spatafora (2007) ;
- Ophiocordyceps gracillima (Kobayasi) Sanjuan & Spatafora (2015) ;
- Ophiocordyceps granospora Khons., Luangsa-ard, Thanakitp., Kobmoo & Piasai (2018) ;
- Ophiocordyceps gryllotalpae Petch (1942) ;
- Ophiocordyceps halabalaensis Luangsa-ard, Ridkaew, Tasan. & Hywel-Jones (2011) ;
- Ophiocordyceps hemisphaerica Mafalda-Freire, Reck & Drechsler-Santos (2016) ;
- Ophiocordyceps heteropoda (Kobayasi) G.H. Sung, J.M. Sung, Hywel-Jones & Spatafora (2007) ;
- Ophiocordyceps highlandensis Zhu L. Yang & J. Qin (2015) ;
- Ophiocordyceps hirsutellae (Petch) D. Johnson, G.H. Sung, Hywel-Jones & Spatafora (2009) ;
- Ophiocordyceps hiugensis (Kobayasi & Shimizu) G.H. Sung, J.M. Sung, Hywel-Jones & Spatafora (2007) ;
- Ophiocordyceps houaynhangensis Keochanpheng, Thanakitp., Mongkols. & Luangsa-ard (2018) ;
- Ophiocordyceps huberiana (Henn.) G.H. Sung, J.M. Sung, Hywel-Jones & Spatafora (2007) ;
- Ophiocordyceps humbertii (C.P. Robin) Petch (1935) ;
- Ophiocordyceps ichneumonophila (Van Vooren & Audibert) B. Shrestha, G.H. Sung & Spatafora (2015) ;
- Ophiocordyceps insignis (Cooke & Ravenel) G.H. Sung, J.M. Sung, Hywel-Jones & Spatafora (2007) ;
- Ophiocordyceps intricata (Petch) B. Shrestha, G.H. Sung & Spatafora (2015) ;
- Ophiocordyceps irangiensis (Moureau) G.H. Sung, J.M. Sung, Hywel-Jones & Spatafora (2007) ;
- Ophiocordyceps issidarum Y.P. Xiao, T.C. Wen, Zha & K.D. Hyde (2017) ;
- Ophiocordyceps japonensis (Hara) G.H. Sung, J.M. Sung, Hywel-Jones & Spatafora (2007) ;
- Ophiocordyceps jiangxiensis (Z.Q. Liang, A.Y. Liu & Yong C. Jiang) G.H. Sung, J.M. Sung, Hywel-Jones & Spatafora (2007) ;
- Ophiocordyceps jinggangshanensis (Z.Q. Liang, A.Y. Liu & Yong C. Jiang) G.H. Sung, J.M. Sung, Hywel-Jones & Spatafora (2007) ;
- Ophiocordyceps kangdingensis (M. Zang & Kinjo) G.H. Sung, J.M. Sung, Hywel-Jones & Spatafora (2007) ;
- Ophiocordyceps karsti T.C. Wen, Y.P. Xiao & K.D. Hyde (2016) ;
- Ophiocordyceps khaoyaiensis Khons., Luangsa-ard, Thanakitp., Kobmoo & Piasai (2018) ;
- Ophiocordyceps khokpasiensis Tasan., Noisrip. & Luangsa-ard (2019) ;
- Ophiocordyceps khonkaenensis Tasan., Thanakitp. & Luangsa-ard (2019) ;
- Ophiocordyceps kimflemingiae Araújo, H.C. Evans & D.P. Hughes (2018) ;
- Ophiocordyceps kniphofioides (H.C. Evans & Samson) G.H. Sung, J.M. Sung, Hywel-Jones & Spatafora (2007) ;
  - Ophiocordyceps kniphofioides var. dolichoderi (H.C. Evans & Samson) G.H. Sung, J.M. Sung, Hywel-Jones & Spatafora (2007), (= Ophiocordyceps dolichoderi) ;
  - Ophiocordyceps kniphofioides var. monacidis (H.C. Evans & Samson) G.H. Sung, J.M. Sung, Hywel-Jones & Spatafora (2007), (= Ophiocordyceps monacidis) ;
  - Ophiocordyceps kniphofioides var. ponerinarum (H.C. Evans & Samson) G.H. Sung, J.M. Sung, Hywel-Jones & Spatafora (2007), (= Ophiocordyceps ponerinarum) ;
- Ophiocordyceps koningsbergeri (Penz. & Sacc.) G.H. Sung, J.M. Sung, Hywel-Jones & Spatafora (2007) ;
- Ophiocordyceps konnoana (Kobayasi & Shimizu) G.H. Sung, J.M. Sung, Hywel-Jones & Spatafora (2007) ;
- Ophiocordyceps koreana G.H. Sung, J.M. Sung, Hywel-Jones & Spatafora (2007), (= Ophiocordyceps gryllotalpae) ;
- Ophiocordyceps lachnopoda (Penz. & Sacc.) G.H. Sung, J.M. Sung, Hywel-Jones & Spatafora (2007) ;
- Ophiocordyceps lacrimoidis Mafalda-Freire, Reck & Drechsler-Santos (2016) ;
- Ophiocordyceps lanpingensis Hong Yu bis & Zi H. Chen (2013) ;
- Ophiocordyceps laojunshanensis Ji Y. Chen, Y.Q. Cao & D.R. Yang (2011) ;
- Ophiocordyceps larvarum (Westwood) G.H. Sung, J.M. Sung, Hywel-Jones & Spatafora (2007) ;
- Ophiocordyceps larvicola (Quél.) Van Vooren (2009) ;
- Ophiocordyceps lloydii (H.S. Fawc.) G.H. Sung, J.M. Sung, Hywel-Jones & Spatafora (2007) ;
  - Ophiocordyceps lloydii var. binata (H.C. Evans & Samson) G.H. Sung, J.M. Sung, Hywel-Jones & Spatafora (2007), (= Ophiocordyceps lloydii) ;
- Ophiocordyceps longispora (Samson & H.C. Evans) B. Shrestha, G.H. Sung & Spatafora (2015) ;
- Ophiocordyceps longissima (Kobayasi) G.H. Sung, J.M. Sung, Hywel-Jones & Spatafora (2007) ;
- Ophiocordyceps lutea (Moureau) G.H. Sung, J.M. Sung, Hywel-Jones & Spatafora (2007) ;
- Ophiocordyceps macroacicularis S. Ban, Sakane & Nakagiri (2015) ;
- Ophiocordyceps macularis Mains (1934) ;
- Ophiocordyceps megacuculla Khons., Luangsa-ard, Thanakitp., Kobmoo & Piasai (2018) ;
- Ophiocordyceps melolonthae (Tul. & C. Tul.) G.H. Sung, J.M. Sung, Hywel-Jones & Spatafora (2007) ;
  - Ophiocordyceps melolonthae var. rickii (Lloyd) G.H. Sung, J.M. Sung, Hywel-Jones & Spatafora (2007), (= Ophiocordyceps melolonthae) ;
- Ophiocordyceps michiganensis (Mains) G.H. Sung, J.M. Sung, Hywel-Jones & Spatafora (2007) ;
- Ophiocordyceps minutissima (Kobayasi & Shimizu) G.H. Sung, J.M. Sung, Hywel-Jones & Spatafora (2007) ;
- Ophiocordyceps monacidis (H.C. Evans & Samson) Araújo, H.C. Evans & D.P. Hughes (2018) ;
- Ophiocordyceps monticola (Mains) G.H. Sung, J.M. Sung, Hywel-Jones & Spatafora (2007) ;
- Ophiocordyceps mosingtoensis Tasan., Noisrip. & Luangsa-ard (2019) ;
- Ophiocordyceps mrciensis (Aung, J.C. Kang, Z.Q. Liang, Soytong & K.D. Hyde) G.H. Sung, J.M. Sung, Hywel-Jones & Spatafora (2007) ;
- Ophiocordyceps multiaxialis (M. Zang & Kinjo) G.H. Sung, J.M. Sung, Hywel-Jones & Spatafora (2007) ;
- Ophiocordyceps multiperitheciata Tasan., Thanakitp., Khons. & Luangsa-ard (2018) ;
- Ophiocordyceps myrmecophila (Ces.) G.H. Sung, J.M. Sung, Hywel-Jones & Spatafora (2007) ;
- Ophiocordyceps myrmicarum D.R. Simmons & Groden (2015) ;
- Ophiocordyceps naomipierceae Araújo, R.G. Shivas, Abell, Marney, H.C. Evans & D.P. Hughes (2018) ;
- Ophiocordyceps neonutans R. Friedrich, B. Shrestha & Drechsler-Santos (2018) ;
- Ophiocordyceps neovolkiana (Kobayasi) G.H. Sung, J.M. Sung, Hywel-Jones & Spatafora (2007) ;
- Ophiocordyceps nepalensis (M. Zang & Kinjo) G.H. Sung, J.M. Sung, Hywel-Jones & Spatafora (2007) ;
- Ophiocordyceps nigra (Samson, H.C. Evans & Hoekstra) G.H. Sung, J.M. Sung, Hywel-Jones & Spatafora (2007) ;
- Ophiocordyceps nigrella (Kobayasi & Shimizu) G.H. Sung, J.M. Sung, Hywel-Jones & Spatafora (2007) ;
- Ophiocordyceps nigripoda (Kobayasi & Shimizu) G.H. Sung, J.M. Sung, Hywel-Jones & Spatafora (2007) ;
- Ophiocordyceps nooreniae R.G. Shivas, G.F. Claridge & Y.P. Tan (2016) ;
- Ophiocordyceps novae-zelandiae (Dingley) B. Shrestha, G.H. Sung & Spatafora (2015) ;
- Ophiocordyceps obtusa (Penz. & Sacc.) G.H. Sung, J.M. Sung, Hywel-Jones & Spatafora (2007) ;
- Ophiocordyceps octospora (M. Blackw. & Gilb.) G.H. Sung, J.M. Sung, Hywel-Jones & Spatafora (2007) ;
- Ophiocordyceps odonatae (Kobayasi) G.H. Sung, J.M. Sung, Hywel-Jones & Spatafora (2007) ;
- Ophiocordyceps oecophyllae Araújo, Abell, Marney, R.G. Shivas, H.C. Evans & D.P. Hughes (2018) ;
- Ophiocordyceps ootakii Araújo, H.C. Evans & D.P. Hughes (2018) ;
- Ophiocordyceps osuzumontana (Kobayasi & Shimizu) G.H. Sung, J.M. Sung, Hywel-Jones & Spatafora (2007) ;
- Ophiocordyceps owariensis (Kobayasi) G.H. Sung, J.M. Sung, Hywel-Jones & Spatafora (2007), (= Metarhizium owariense, Clavicipitaceae) ;
  - Ophiocordyceps owariensis f. viridescens (Uchiy. & Udagawa) G.H. Sung, J.M. Sung, Hywel-Jones & Spatafora (2007), (= Metarhizium owariense, Clavicipitaceae) ;
- Ophiocordyceps oxycephala (Penz. & Sacc.) G.H. Sung, J.M. Sung, Hywel-Jones & Spatafora (2007) ;
- Ophiocordyceps paludosa Mains (1934) ;
- Ophiocordyceps paracuboidea S. Ban, Sakane & Nakagiri (2009), (= Perennicordyceps paracuboidea) ;
- Ophiocordyceps paramyrmicarum B. Shrestha, G.H. Sung & Spatafora (2015), (= Paraisaria myrmicarum) ;
- Ophiocordyceps pauciovoperitheciata Tasan., Thanakitp., Khons. & Luangsa-ard (2018) ;
- Ophiocordyceps peltata (Wakef.) Petch (1931), (= Harposporium peltatum) ;
- Ophiocordyceps pentatomae (Koval) G.H. Sung, J.M. Sung, Hywel-Jones & Spatafora (2007) ;
- Ophiocordyceps petchii (Mains) G.H. Sung, J.M. Sung, Hywel-Jones & Spatafora (2007) ;
- Ophiocordyceps ponerinarum (H.C. Evans & Samson) Sanjuan & Kepler (2015) ;
- Ophiocordyceps ponerus X. Zou & Y.F. Han (2018) ;
- Ophiocordyceps proliferans (Henn.) G.H. Sung, J.M. Sung, Hywel-Jones & Spatafora (2007) ;
- Ophiocordyceps prolifica (Kobayasi) S. Ban, Sakane & Nakagiri (2009), (= Perennicordyceps prolifica) ;
- Ophiocordyceps pruinosa (Petch) D. Johnson, G.H. Sung, Hywel-Jones & Spatafora (2009) ;
- Ophiocordyceps pseudoacicularis Tasan., Thanakitp., Khons. & Luangsa-ard (2018) ;
- Ophiocordyceps pseudocommunis Tasan., Noisrip. & Luangsa-ard (2019) ;